# Brockeiland
Het Brockeiland (Engels: Brock Island) behoort tot de westelijke groep van de Koningin Elizabetheilanden in de Noordelijke IJszee. Het behoort tot het Canadese Northwest Territories.
Het 764 km² grote eiland is onbewoond en ligt ten westen van het Mackenzie Kingeiland.
De vorm is rechthoekig (ongeveer 37 bij 22 km) en het is overwegend vlak met een maximale hoogte van 67 meter.
Het eiland werd door Vilhjalmur Stefansson tijdens de Canadese Noordpoolexpeditie van 1913–1918 ontdekt.

## Weblinks
- Satellietbeeld op oceandots.com